# FIRE PRO WRESTLING WORLD
『ファイヤープロレスリング ワールド』(Fire Pro Wrestling World)は、スパイク・チュンソフトが開発したプロレスゲーム。略称は『ファイプロW』、『ファイプロワールド』。
PC（Steam）アーリーアクセス版（開発中のソフトを公開し、ユーザーからの声を集めるためのバージョン）は2017年7月11日から12月18日まで販売され、製品版が同年12月19日より配信された。PlayStation 4版は2018年8月9日発売。

## 概要
『ファイプロ・リターンズ』より約12年ぶりのシリーズ正当の後継作品で、オンライン対戦に対応しておりネット回線を通じて他のプレイヤーとマルチプレイが可能となっている。
エディットモードが顔と髪型が別に選択できるなど、さらに細かく設定できるようになっている。
2018年1月3日、PS4版は新日本プロレスが実名で登場するなどコラボレーションしたものとなることが発表された。PC版でもダウンロードコンテンツとして配信。
2018年5月18日、新日本プロレス『ファイヤープロレスリング ワールドPresents BEST OF THE SUPER Jr.25』後楽園ホール会場内に展示された告知ポスターにてPS4版の発売日、その他に新日本プロレスコラボエディションなどの仕様パターンも告知された。

## 開発
本作の総監督を務める松本朋幸は、もともと『ファイプロ』にあこがれてゲーム業界に入り、長年同シリーズに携わってきた経緯を持ち、本作の企画の段階から気合を入れたと複数とのメディアとのインタビューの中で話している。
シリーズの歴代作品においては、データの使いまわしや継ぎ足しが繰り返されてきたものの、これまでメインプログラマーを務めていた人物が本作を担当できなくなったため、そのプログラマーのみが知る"秘伝のタレ"の部分をすべて作り直すこととなった。また、昨今の版権事情を踏まえ、歴代作品でよくつかわれてきたパロディ名称なども使えなくなった一方、クリエイトモード（エディットモード）がオンラインに対応していて、「ワークショップ」機能を用い、作成した選手などをアップロードしたり、他のプレイヤーが作成した選手などをダウンロードすることができる、これらの機能を用いて自ら選手を作成するなりワークショップから選手をダウンロードするなりして、自分の理想の「ファイプロ」を作り上げるように調整がされた。
松本は、スパイク・チュンソフトに入社してから5回『ファイヤープロレスリング』新作の企画書を提出していた。企画がなかなか通らなかったが、Steamの市場が広がってきたことで、企画が通った。当初はSteam版だけの予定だったが、家庭用ゲーム機で待っているファンも多いことから、PlayStation 4版も発売されることになった。なお、本作はSteamを利用し、開発途上版の時点で販売を開始、ユーザーの意見を聞きながらゲーム完成を目指す「早期アクセス」を採用するなど、国内大手メーカーとしては異例の、実験的な開発形態を採用していた。更にPS4版発売前に1度、完成度向上のため開発会社の変更が実施されている。
PS4版発売後、いくつかの不具合が多発（ラグ、セーブデータ破損等）したことにより不定期にパッチをリリースしていたが大幅な改善にはなっておらず、松本はSNSにて謝罪した。のちに『週刊ファミ通』2018年11月15日号、そしてファミ通チャンネルでも特番を組まれ松本総監督、ファイプロファンの一人であるタイチが出演し配信された。ダウンロードコンテンツ（DLC）の配信再延期も告知されている。また、前後して再度開発会社の変更を行ったことが明らかにされている。
2019年2月28日、DLC第1弾として団体運営モードの「ファイヤープロモーター」を販売開始。
3月14日、DLC第2弾として新日本プロレス所属ジュニアヘビー級選手を含む「ファイティングロード：Jr.ヘビー級編」を販売開始。
3月23日、アメリカ・カリフォルニア州サンフランシスコで開催されたゲーム・デベロッパーズ・カンファレンスにて須田剛一執筆による“チャンピオンロード・ビヨンド”（発表時はチャンピオンロード2の仮称）の開発を発表。1994年に発売されたスーパーファミコン用ソフト『スーパーファイヤープロレスリングSPECIAL』の正式な続編となる。
8月7日、東京・錦糸町のスターダム道場にて女子プロレス団体スターダムとのコラボを発表。8月22日にDLC第4弾として販売開始。2020年1月29日、スターダムとのコラボ第2弾として全11選手を3月5日に販売開始することを発表。
4月9日、オリジナルのエディットパーツを作成できる追加DLC、パーツクリエイトモードを配信。

## 機能
- 選手作成（エディット）
  - Steam版で作成したエディットレスラーをWORKSHOPに登録・公開することで、他ユーザーが自由にDLできる。
- 楽曲カスタム
  - mp3ファイルを選手それぞれテーマ曲として設定でき、ゲーム上では入場時、勝利時に流れる。また試合BGMでも設定が可能。ただしWORKSHOPへの登録は不可。
- リング作成
  - リングマット・垂れ幕・コーナーマット・ポストを作成できる。jpg、pngファイルをデザインとして埋め込むことができ、WORKSHOPにて公開・DLが可能（ただし著作権侵害や、著しい性的描写、特定への中傷的描写等と判断された場合は削除の可能性も）
- DLC
  - 高山善廣チャリティDLC - ⾼⼭善廣選⼿のリング禍を受け、チャリティのため2017年12月19日よりDLC（ダウンロードコンテンツ）にて追加レスラー「高山善廣」を有料配信。高山救済プロジェクト「TAKAYAMANIA」へSteam使用料（30%）を引いた金額が寄付される。なお、ファイプロシリーズで公式の実名レスラーが出るのは女子を除いて初となる。
  - ファイヤープロモーター - 2019年2月28日より有料配信の、「ファイナルファイヤープロレスリング」で人気を得た団体運営モード。
  - ファイティングロード：新日本プロレス・激動の2017年　Jr.ヘビー級編 - 2019年3月14日より有料配信。新日本プロレス・ジュニアヘビー級の選手が13名登場するほか、ヘビー級同様に2017年から2018年までの、新日本プロレス・ジュニアヘビー級戦線を選手として追体験するファイティングロードモードが付属する。
  - 新日本プロレス追加選手パック2018 - 新日本プロレスのヘビー級・ジュニアヘビー級それぞれのDLCに未収録であった選手4名が収録されている。
  - ワールドワンダーリングスターダムコラボレーション - 女子プロレス団体スターダムとのコラボDLC。10名の選手が実名で収録されている。

## 登場選手
現代的な各種の権利感覚等を踏まえ、これまでのファイプロキャラクターから刷新されている。全選手SWA所属。
- ブラン・フレミング
- マックス・バートランド
- ボビー・ボビー
- トレバー・ダライアス
- ミスター・コブラ
- スティール＝ジョンソン - 鬼軍曹。ミッションモード冒頭にも登場。従来の若元一徹の役割。
- ローレンス・ホランド
- カーツ・ラウディ
- ブラッド・エンジェル
- ダグ・ブーマー
- エドワード・ジョセフ
- アレン・ホーキンス - 唯一の覆面レスラー
- サム・ブロックス
- 暁富士
- 富豪大
- 神田蒼士
- 日宮隆哉
- レオナルド・パスカル
- オリバー・エスパダス
- 浅川敬一郎
- アレックス・トンプソン
- ホセ・サントス
- デーモン・スミス
- アーネスト・ミラー
- アビー・ジョーンズ - 女子選手
- ソフィア・ロドリゲス - 女子選手
- キャロライン・コリンズ - 女子選手
- ジェイミー・ウィルソン - 女子選手
- リンジー・スチュワート - 女子選手

### PS4版
製品版で初期セットされた実名収録選手
- 棚橋弘至
- 柴田勝頼
- 天山広吉
- 中西学
- 小島聡
- マイケル・エルガン
- ジュース・ロビンソン
- スーパー・ストロング・マシン
- 永田裕志
- 真壁刀義
- 本間朋晃
- 田口隆祐
- KUSHIDA
- 川人拓来
- 北村克哉
- 岡倫之
- 飯伏幸太
- オカダ・カズチカ
- 後藤洋央紀
- 石井智宏
- 矢野通
- YOSHI-HASHI
- 外道
- 内藤哲也
- “キング・オブ・ダークネス”EVIL
- SANADA
- BUSHI
- 高橋ヒロム
- 鈴木みのる
- TAKAみちのく
- ザックセイバーJr.
- 飯塚高史
- タイチ
- 金丸義信
- エル・デスペラード
- ケニー・オメガ
- バッドラック・ファレ
- タマ・トンガ
- タンガ・ロア

### チャンピオンロード・ビヨンド
冴羽純夫（さえば すみお）
前作の主人公：純須杜夫の息子であり、伯父であるグレイトフル冴羽の元で修行しマスクマン「ザ・シャラク」として鮮烈デビューを飾る。試合後自らマスクを脱ぎ「ブレード・冴刃」として海外へ活動する。
グレイトフル冴刃（さえば）
UWAのエースとして期待を集め、自ら旗揚げしたゴングスで引退。総合格闘技のプロデューサーとして「SUPERSTARS」や「トラブラーズ」を開催し話題となる。生ぬるくなったプロレス・格闘技界に喝を入れるべく、秘蔵っ子である冴羽純夫を大々的にデビューさせた。
前作では冴刃明（さえばあきら）。
虎崎一徹
冴刃や純須杜夫をレスラーとして育てた鬼コーチ。
前作では若本一徹
冴刃響子
純夫の母であり、冴刃の妹。
前作では冴刃麗子

## 開発スタッフ
- ディレクター - 松本朋幸
- 開発プロデューサー - 小林高志
- 開発ディレクター - 田村季章
- シナリオ - 須田剛一